# Acanthodes
Akantoder (Acanthodes) eller taggpansarhajar var ett släkte numera utdöda hajliknande käkförsedda ryggradsdjur tillhörande gruppen Acanthodii. Dess fossil karaktäriseras av kraftiga taggar i framkanten av rygg-, bröst- och bukfenorna. Släktet var vanligt under perioderna silur till perm.